# Campeonato de Francia de Rugby 15 1979-80
El Campeonato de Francia de Rugby 15 1979-80 fue la 81.ª edición del Campeonato francés de rugby.
El campeón del torneo fue el equipo de Béziers quienes obtuvieron su octavo campeonato.

## Desarrollo

### Grupo A
| Grupo 1 - Béziers - Perpignan - Graulhet - Narbonne - Grenoble - Saint-Jean-de-Luz - US Bressane - Montchanin - Thuir - Racing | Grupo 2 - Toulon - Pau - RRC Nice - Montferrand - Carcassonne - Auch - Mazamet - Avignon Saint-Saturnin - Périgueux - Montauban |
| Grupo 3 - Stade Bagnérais - Tulle - Bayonne - Stadoceste - Brive - Biarritz - Dax - Boucau - La Rochelle - Limoges             | Grupo 4 - Agen - Lourdes - Oloron - Toulouse - Bègles - Romans - Aurillac - Valence - Castres - Bourgoin-Jallieu                |

### Dieciseisavos de final
| 1980 | Béziers | 41 - 6 | Valence |  |  |

| 1980 | Narbonne | 9 - 6 | Carcassonne |  |  |

| 1980 | RRC Nice | 22 - 15 | Mazamet |  |  |

| 1980 | Aurillac | 9 - 6 | Oloron |  |  |

| 1980 | Perpignan | 22 - 9 | US Bressane |  |  |

| 1980 | Graulhet | 14 - 7 | Biarritz |  |  |

| 1980 | Montferrand | 10 - 3 | Grenoble |  |  |

| 1980 | Stade Bagnérais | 21 - 3 | Boucau |  |  |

| 1980 | Tulle | 15 - 6 | Dax |  |  |

| 1980 | Lourdes | 28 - 3 | Saint-Jean-de-Luz |  |  |

| 1980 | Brive | 12 - 9 | Stadoceste |  |  |

| 1980 | Pau | 18 - 3 | Auch |  |  |

| 1980 | Agen | 21 - 11 | Montchanin |  |  |

| 1980 | Toulouse | 17 - 7 | Bègles |  |  |

| 1980 | Bayonne | 18 - 11 | Romans |  |  |

| 1980 | Toulon | 28 - 9 | Avignon Saint-Saturnin |  |  |

### Octavos de final
| 1980 | Béziers | 21 - 10 | Narbonne |  |  |

| 1980 | RRC Nice | 29 - 9 | Aurillac |  |  |

| 1980 | Perpignan | 12 - 3 | Graulhet |  |  |

| 1980 | Stade Bagnérais | 13 - 11 | Montferrand |  |  |

| 1980 | Tulle | 15 - 9 | Lourdes |  |  |

| 1980 | Brive | 15 - 6 | Pau |  |  |

| 1980 | Toulouse | 9 - 4 | Agen |  |  |

| 1980 | Bayonne | 25 - 14 | Toulon |  |  |

### Cuartos de final
| 1980 | Béziers | 19 - 15 | RRC Nice |  |  |

| 1980 | Perpignan | 30 - 15 | Stade Bagnérais |  |  |

| 1980 | Brive | 22 - 19 | Tulle |  |  |

| 1980 | Toulouse | 24 - 3 | Bayonne |  |  |

### Semifinal
| 1980 | Béziers | 16 - 6 | Perpignan |  |  |

| 1980 | Toulouse | 22 - 9 | Brive |  |  |

### Final
| 25 de mayo de 1980 | Béziers | 10 - 6 | Toulouse | Parc des Princes, Paris |  |

| Bandera de Francia |
| Campeón Béziers    |
| Octavo título      |